# R&B Junkie
„R&B Junkie” este un cântec al interpretei americane Janet Jackson. Piesa a fost compusă de Jimmy Jam și Terry Lewis și Jackson, fiind inclusă pe cel de-al optulea material discografic de studio al artistei, Damita Jo. „R&B Junkie” a fost lansat ca ultimul single al albumului, nereușind să obțină clasări notabile în listele muzicale.

## Clasamente
| Clasament                            | Poziția maximă |
| ------------------------------------ | -------------- |
| U.S. Billboard Hot R&B/Hip-Hop Songs | 101            |